# Bangalaia fisheri
Bangalaia fisheri är en skalbaggsart som beskrevs av Stefan von Breuning 1936. Bangalaia fisheri ingår i släktet Bangalaia och familjen långhorningar. Inga underarter finns listade.